# 达沃尔·马尔采利奇
达沃尔·马尔采利奇（1969年5月20日—），克罗地亚男子篮球运动员。他曾代表克罗地亚国家队参加1996年夏季奥林匹克运动会篮球比赛，获得第7名。